# Hispar Muztagh
L’Hispar Muztagh est une chaîne de montagnes située dans le massif du Karakoram. Elle se trouve dans la région de Gojal, dans le district autonome du Gilgit-Baltistan, au Nord du Pakistan. L'Hispar Muztagh est situé au nord du glacier d'Hispar, au sud de la vallée de Shimshal et à l'est de la vallée de la Hunza. Il s'agit de la deuxième chaîne la plus élevée du Karakoram, après le Baltoro Muztagh. Son point culminant est le Distaghil Sar (7 885 m).

## Sommets principaux
| Montagne           | Altitude (m) | Coordonnées                  | Hauteur de culminance (m) | Sommet parent      | Première ascension | Ascensions (tentatives) |
| ------------------ | ------------ | ---------------------------- | ------------------------- | ------------------ | ------------------ | ----------------------- |
| Distaghil Sar      | 7 885        | 36° 19′ 33″ N, 75° 11′ 18″ E | 2 525                     | K2                 | 1960               | 3 (5)                   |
| Khunyang Chhish    | 7 823        | 36° 12′ 19″ N, 75° 12′ 28″ E | 1 765                     | Distaghil Sar      | 1971               | 2 (6)                   |
| Kanjut Sar         | 7 760        | 36° 12′ 18″ N, 75° 25′ 04″ E | 1 690                     | Khunyang Chhish    | 1959               | 2 (1)                   |
| Trivor             | 7 577        | 36° 17′ 15″ N, 75° 05′ 10″ E | 1 000                     | Distaghil Sar      | 1960               | 2 (5)                   |
| Pumari Chhish      | 7 492        | 36° 12′ 40″ N, 75° 15′ 10″ E | 884                       | Khunyang Chhish    | 1979               | 1 (2)                   |
| Yukshin Gardan Sar | 7 530        | 36° 15′ 00″ N, 75° 22′ 30″ E | 1 313                     | Pumari Chhish      | 1984               | 4 (1)                   |
| Momhil Sar         | 7 343        | 36° 19′ 04″ N, 75° 02′ 11″ E | 990                       | Trivor             | 1964               | 2 (6)                   |
| Yazghil Dome South | 7 324        | 36° 19′ N, 75° 13′ E         | < 500                     | Distaghil Sar      | Inconnue           | Inconnues               |
| Yutmaru Sar (en)   | 7 283        | 36° 13′ 40″ N, 75° 22′ 05″ E | 620                       | Yukshin Gardan Sar | 1980               | 1 (1)                   |
| Lupghar Sar        | 7 200        | 36° 20′ 52″ N, 75° 00′ 57″ E | 730                       | Momhil Sar         | 1979               | 1 (0)                   |
| Bularung Sar (en)  | 7 134        | 36° 18′ N, 75° 08′ E         | < 500                     | Trivor             | Inconnue           | Inconnues               |

## Sources
- (en) Jerzy Wala, Orographical Sketch Map of the Karakoram, Swiss Foundation for Alpine Research, Zurich, 1990.